# Filetage carré
 (signalé en juin 2025).
Si vous disposez d'ouvrages ou d'articles de référence ou si vous connaissez des sites web de qualité traitant du thème abordé ici, merci de compléter l'article en donnant les références utiles à sa vérifiabilité et en les liant à la section « Notes et références ».
- Archive Wikiwix
- Bing
- Cairn
- DuckDuckGo
- E. Universalis
- Gallica
- Google
- G. Books
- G. News
- G. Scholar
- Persée
- Qwant
- (zh) Baidu
- (ru) Yandex
- (wd) trouver des œuvres sur Wikidata

Le filet carré n'est pas un type de pas de vis standardisé, mais il est fréquemment utilisé en remplacement du filet trapézoïdal en raison de son coût de production inférieur. Il est couramment employé dans les vis de commande pour les machines-outils ou pour des outillages simples tels que les étaux, les pressoirs etc...

## Fabrication
L'usinage implique généralement l'utilisation d'un outil fabriqué à partir d'un foret à centrer brisé. L'affûtage de cet outil nécessite le respect des angles de coupe, qui sont de 4° par rapport au flanc du filet. Il faut également une vitesse de rotation faible, avec une profondeur de passe d'environ 0,1 mm et un arrosage adéquat.